# Монастырь Дурэу
Монастырь Дурэу (рум. Mănăstirea Durău) в честь Благовещения Пресвятой Богородицы — женский монастырь Ясской архиепископии Румынской православной церкви в коммуне Чахлэу Нямецкого жудеца.
По преданию, монастырь основан племянницей Василия Лупу Мариной или Марианной, принявшей здесь постриг в 1620 году вместе с двумя служанками. Первое документальное упоминание относится к 1779 году, когда настоятельницей скита была схимонахиня Назария. Сёстры построили небольшую деревянную церковь в честь Благовещения Пресвятой Богородицы, но вскоре покинули скит Дурэу, основав монастырь Вэратек.
С 1785 года в скиту Дурэу жили монахи из монастыря Хангу, ныне затопленного водохранилищем Биказ. В 1832—1835 года вместо старой деревянной построена нынешняя каменная Благовещенская церковь, освящённая митрополитом Вениамином (Костаки). Во второй половине XIX века скит был бедным. В 1904 года получает статус самостоятельного монастыря с подчинением скитов Таркэу и Бисерикани. Во время Второй мировой войны служил убежищем для беженцев из Северной Трансильвании.
В 1959 году закрыт властями, а монастырская церковь превращена в приходскую. В 1965 году возрождён как скит с тремя насельниками. После 1970 года власти снесли часть монастырских построек для строительства бальнеоклиматического курорта. В 1991 году митрополит Молдавский и Буковинский Даниил (Чоботя) преобразовывает мужской скит в женский монастырь, переселив сюда часть монахинь из монастыря Вэратек во главе со ставрофорой Феодорой (Попоая). В 2021 году проживало около 30 насельниц.